# Veijo Heiskanen
Veijo Tapani Heiskanen, född 18 augusti 1959 i Kuopio i Finland, är en finländsk travtränare och travkusk som sedan 2021 är verksam vid Vermo travbana i Finland. Heiskanen var mellan mitten av 1980-talet fram till 2021 verksam på Åbytravet i Sverige. Han utsågs till "Årets tränare" vid Hästgalan för säsongen 1999.
Heiskanen har tränat flera framgångsrika travhästar, bland andra Keystone Patriot, Edu's Speedy, Bravo Sund, Solvato och Some Summit. Han har även varit kusk till Mack Lobell. Han har tränat hästar som Fridericus, Claes Boko, Brasil Boko och Naglo' del Nord som alla tjänat över 1 miljon kronor.

## Biografi
Heiskanen körde sina första travlopp i Finland vid 16 års ålder och tog sina första stora segrar vid 17 års ålder. Vid endast 19 års ålder körde han familjehästen Uno Boy i Prix d'Amérique på Vincennesbanan i Paris, som anses vara världens största travtävling. Den mest framgångsrika hästen under Heiskanens tidiga karriär var Keystone Patriot tränad av Antti Savolainen. Tillsammans segrade de i flera internationella storlopp, bland annat Grote Prijs der Giganten i Nederländerna, Sweden Cup på Solvalla och Gran Premio Lotteria i Neapel.
Veijo Heiskanen flyttade till Sverige i mitten av 1980-talet och har blivit en av Sveriges mest respekterade travtränare. I slutet av 1980-talet, körde Heiskanen under en tid den amerikanska travhästen Mack Lobell, ansedd som en av de bästa travhästarna genom tiderna i världen. Han valdes till årets tränare av svenska travjournalister 1999. Ekonomiskt har Heiskanens toppår varit 2001 och 2002, då hans hästar sprang in mer än 24 miljoner kronor på banorna. 2005 meddelade Heiskanen att han skulle sluta som travtränare av hälsoskäl och stänga sitt stall. Han återupptog sin tränarverksamhet några år senare. Heiskanen delägde även Conny Nobell tillsammans med Björn Goop.
Under 2021 meddelade Heiskanen att han flyttar tillbaka till Finland, och ska ha fortsatt licens på Vermo travbana.

## Segrar i större lopp

### Grupp 1-lopp
| År   | Lopp                              | Häst             | Kusk            | Tränare           |
| ---- | --------------------------------- | ---------------- | --------------- | ----------------- |
| 1981 | St. Michel Ajo                    | Keystone Patriot | Veijo Heiskanen | Veijo Heiskanen   |
| 1983 | Gran Premio Lotteria              | Keystone Patriot | Veijo Heiskanen | Antti Savolainen  |
| 1984 | St. Michel Ajo                    | Keystone Patriot | Veijo Heiskanen | Antti Savolainen  |
| 1989 | Hugo Åbergs Memorial              | Mack Lobell      | Veijo Heiskanen | John E. Magnusson |
| 1992 | Olympiatravet                     | Bravo Sund       | Jorma Kontio    | Veijo Heiskanen   |
| 1992 | Copenhagen Cup                    | Bravo Sund       | Jorma Kontio    | Veijo Heiskanen   |
| 1992 | Breeders' Crown för 4-åriga, ston | Macron Lady      | Veijo Heiskanen | Veijo Heiskanen   |
| 1992 | Svensk Uppfödningslöpning         | Super Vip        | Veijo Heiskanen | Veijo Heiskanen   |
| 1993 | Svensk Uppfödningslöpning         | Dynamite Jon     | Veijo Heiskanen | Kenneth Jonsson   |
| 1997 | Europeiskt femåringschampionat    | Call Me          | Veijo Heiskanen | Tapani Kraft      |
| 1999 | Suur-Hollola-loppet               | Edu's Speedy     | Veijo Heiskanen | Veijo Heiskanen   |
| 1999 | Jubileumspokalen                  | Edu's Speedy     | Veijo Heiskanen | Veijo Heiskanen   |
| 2000 | Suur-Hollola-loppet               | Edu's Speedy     | Veijo Heiskanen | Veijo Heiskanen   |
| 2003 | Finskt Travderby                  | Cold Hard Wind   | Veijo Heiskanen | Veijo Heiskanen   |
| 2014 | Olympiatravet                     | Solvato          | Veijo Heiskanen | Veijo Heiskanen   |
| 2014 | Grosser Preis von Deutschland     | Riff Kronos      | Veijo Heiskanen | Veijo Heiskanen   |
| 2015 | Stochampionatet                   | Some Summit      | Veijo Heiskanen | Veijo Heiskanen   |
| 2017 | Finskt Travderby                  | Benjamin Evo     | Veijo Heiskanen | Veijo Heiskanen   |

### Grupp 2-lopp
| År   | Lopp                        | Häst             | Kusk            | Tränare                |
| ---- | --------------------------- | ---------------- | --------------- | ---------------------- |
| 1981 | Sweden Cup                  | Keystone Patriot | Veijo Heiskanen | Veijo Heiskanen        |
| 1982 | Gulddivisionens final, okt  | Plumona RS       | Veijo Heiskanen | Hartmut Walter Richter |
| 1984 | Gran Premio Duomo           | Keystone Patriot | Veijo Heiskanen | Antti Savolainen       |
| 1989 | Årjängs Stora Sprinterlopp  | Mack Lobell      | Veijo Heiskanen | John E. Magnusson      |
| 1990 | Gulddivisionens final, sept | Foolish Crown    | Veijo Heiskanen | Veijo Heiskanen        |
| 1994 | Malmö Stads Pris            | Excellens Bunter | Veijo Heiskanen | Hans-Eric Johansson    |
| 1999 | Gulddivisionens final, dec  | Edu's Speedy     | Veijo Heiskanen | Veijo Heiskanen        |
| 2001 | Treåringseliten             | Zerberus         | Veijo Heiskanen | Börje B. Johansson     |
| 2001 | Premio Going Kronos         | King of the Mon  | Veijo Heiskanen | Veijo Heiskanen        |
| 2004 | Örebro Intn'l               | Count Go         | Veijo Heiskanen | Veijo Heiskanen        |
| 2007 | Malmö Stads Pris            | Coolman Crown    | Veijo Heiskanen | Veijo Heiskanen        |
| 2015 | Prix de Bourgogne           | Solvato          | Örjan Kihlström | Veijo Heiskanen        |
| 2014 | Lyon Grand Prix             | L'Heritier       | Veijo Heiskanen | Veijo Heiskanen        |
| 2014 | Solvalla Grand Prix         | Riff Kronos      | Veijo Heiskanen | Veijo Heiskanen        |
| 2016 | Lovely Godivas Lopp         | Roses Glory      | Veijo Heiskanen | Veijo Heiskanen        |
| 2017 | Sommartravets final         | Trot Kronos      | Jan Norberg     | Veijo Heiskanen        |

### Övriga
| År   | Lopp                           | Häst               | Kusk              | Tränare         |
| ---- | ------------------------------ | ------------------ | ----------------- | --------------- |
| 1978 | Graf Kalman Hunyady Memorial   | Uno Boy            | Veijo Heiskanen   | Veijo Heiskanen |
| 1982 | Elitloppet Consolation         | Keystone Patriot   | Veijo Heiskanen   | Veijo Heiskanen |
| 1990 | Silverdivisionens final, mars  | Kathleen Lou       | Veijo Heiskanen   | Magnus Sandgren |
| 1991 | Bronsdivisionens final, sept   | Coming Jon         | Veijo Heiskanen   | Kenneth Jonsson |
| 1993 | Vinterfavoriten                | Dynamite Jon       | Veijo Heiskanen   | Kenneth Jonsson |
| 1995 | Silverdivisionens final, dec   | Legend Östan       | Veijo Heiskanen   | Veijo Heiskanen |
| 1997 | Klass I-final, feb             | Charleston         | Veijo Heiskanen   | Veijo Heiskanen |
| 1999 | Prix de Rouen                  | Edu's Speedy       | Veijo Heiskanen   | Veijo Heiskanen |
| 1999 | Bronsdivisionens final, feb    | Asgaya             | Veijo Heiskanen   | Veijo Heiskanen |
| 1999 | Silverdivisionens final, april | Asgaya             | Veijo Heiskanen   | Veijo Heiskanen |
| 1999 | Silverdivisionens final, aug   | Green Eggs And Pan | Veijo Heiskanen   | Veijo Heiskanen |
| 1999 | Bronsdivisionens final, dec    | Freedom Hyppinge   | Veijo Heiskanen   | Veijo Heiskanen |
| 2001 | Silverdivisionens final, dec   | Twice More         | Veijo Heiskanen   | Veijo Heiskanen |
| 2002 | Klass II-final, feb            | Rydens Seven       | Veijo Heiskanen   | Veijo Heiskanen |
| 2002 | Klass I-final, sept            | King Taurus        | Veijo Heiskanen   | Veijo Heiskanen |
| 2002 | Silverdivisionens final, dec   | Omalos             | Torbjörn Jansson  | Veijo Heiskanen |
| 2003 | Klass I-final, nov             | Ville Broline      | Veijo Heiskanen   | Veijo Heiskanen |
| 2004 | Bronsdivisionens final, mars   | Mike Malibu        | Veijo Heiskanen   | Veijo Heiskanen |
| 2004 | Bronsdivisionens final, april  | Mike Malibu        | Veijo Heiskanen   | Veijo Heiskanen |
| 2004 | Silverdivisionens final, nov   | Count Go           | Veijo Heiskanen   | Veijo Heiskanen |
| 2004 | Klass I-final, dec             | Lukas Lupin        | Örjan Kihlström   | Veijo Heiskanen |
| 2005 | Bronsdivisionens final, april  | King Cobra         | Veijo Heiskanen   | Veijo Heiskanen |
| 2005 | Silverdivisionens final, maj   | King Cobra         | Lutfi Kolgjini    | Veijo Heiskanen |
| 2010 | Diamantstoets final, april     | Oma Y.             | Johnny Takter     | Veijo Heiskanen |
| 2013 | Sören Nordins Lopp             | Riff Kronos        | Veijo Heiskanen   | Veijo Heiskanen |
| 2014 | Mälarpriset                    | Solvato            | Veijo Heiskanen   | Veijo Heiskanen |
| 2014 | Diamantstoets final, sept      | Caddie Girl        | Veijo Heiskanen   | Jerry Riordan   |
| 2014 | Klass I-final, aug             | Dernier Viking     | Veijo Heiskanen   | Veijo Heiskanen |
| 2014 | Bronsdivisionens final, sept   | Riff Kronos        | Veijo Heiskanen   | Veijo Heiskanen |
| 2014 | Klass I-final, nov             | Lover Face         | Veijo Heiskanen   | Veijo Heiskanen |
| 2015 | Ahlsell Legends                | Lover Face         | Stig H. Johansson | Veijo Heiskanen |
| 2015 | Diamantstoets final, aug       | Some Summit        | Veijo Heiskanen   | Veijo Heiskanen |
| 2016 | Silverdivisionens final, april | Fridericus         | Veijo Heiskanen   | Veijo Heiskanen |
| 2016 | Ina Scots Ära                  | Southwind Mozart   | Jörgen Sjunnesson | Veijo Heiskanen |
| 2016 | Klass I-final, juli            | Othello Face       | Jörgen Sjunnesson | Veijo Heiskanen |
| 2016 | Breeders' Crown, 5-7-åriga     | Fridericus         | Veijo Heiskanen   | Veijo Heiskanen |
| 2017 | Klass I-final, dec             | Rawindski          | Veijo Heiskanen   | Veijo Heiskanen |